# Passo Broad
Il passo Broad (Broad Pass in inglese) è un valico di 691 metri di altezza sul miglio 203,6 dell'autostrada George Parks (George Parks Highway) nello stato dell'Alaska.

## Storia
Il passo in tempi moderni fu scoperto nel 1898 da due esploratori, George H. Eldridge e Robert Muldrow, della United States Geological Survey, durante il loro sondaggio esplorativo nella valle di Susitna. In seguito, nel 1923, il passo fu utilizzato dalla ferrovia dell'Alaska e nel 1971 da parte dell'autostrada George Parks.

## Geografia fisica
Il passo, alle coordinate 63°19′22″N 149°08′27″W, collega la città di Anchorage, sulla costa del mare, con la città di Fairbanks all'interno dell'Alaska. Il passo si trova circa sul confine tra il borough di Denali (con la vicina cittadina di Cantwell) a nord e il borough di Matanuska-Susitna sud. Nei pressi del passo si trova il lago Summit e un aeroporto (Summit Airport).
Parallelamente all'autostrada George Parks scorre la ferrovia dell'Alaska (Alaska Railroad) ed entrambe utilizzano il passo per attraversare la Catena dell'Alaska (Alaska Range) che di fatto viene divisa dal passo in "parte occidentale" e in "parte orientale".
Il passo inoltre è lo spartiacque tra i fiumi del sud che si immettono nella baia di Cook (Cook Inlet) e quindi nell'oceano Pacifico e quelli del nord che sfociano nel fiume Yukon e quindi nel mare di Bering.

## Alcune immagini

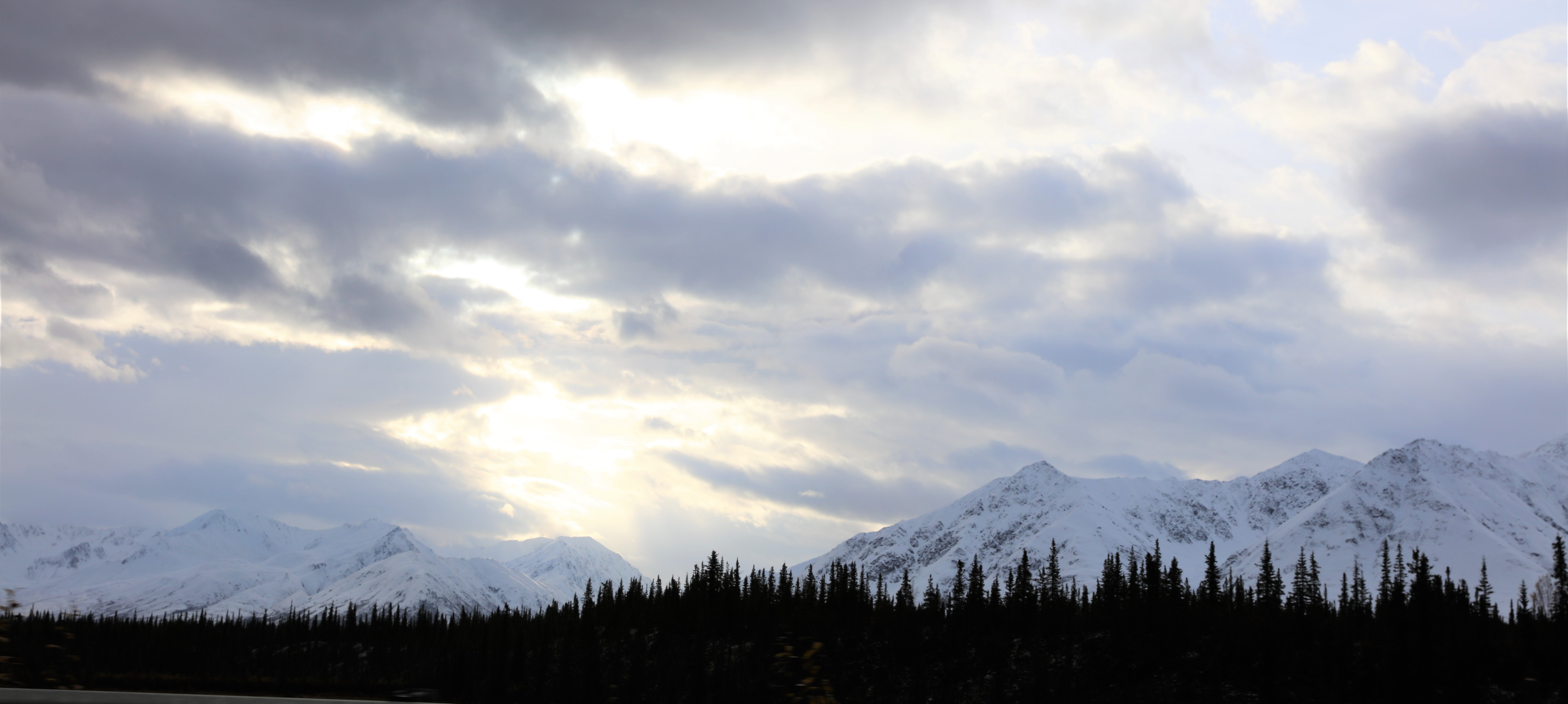
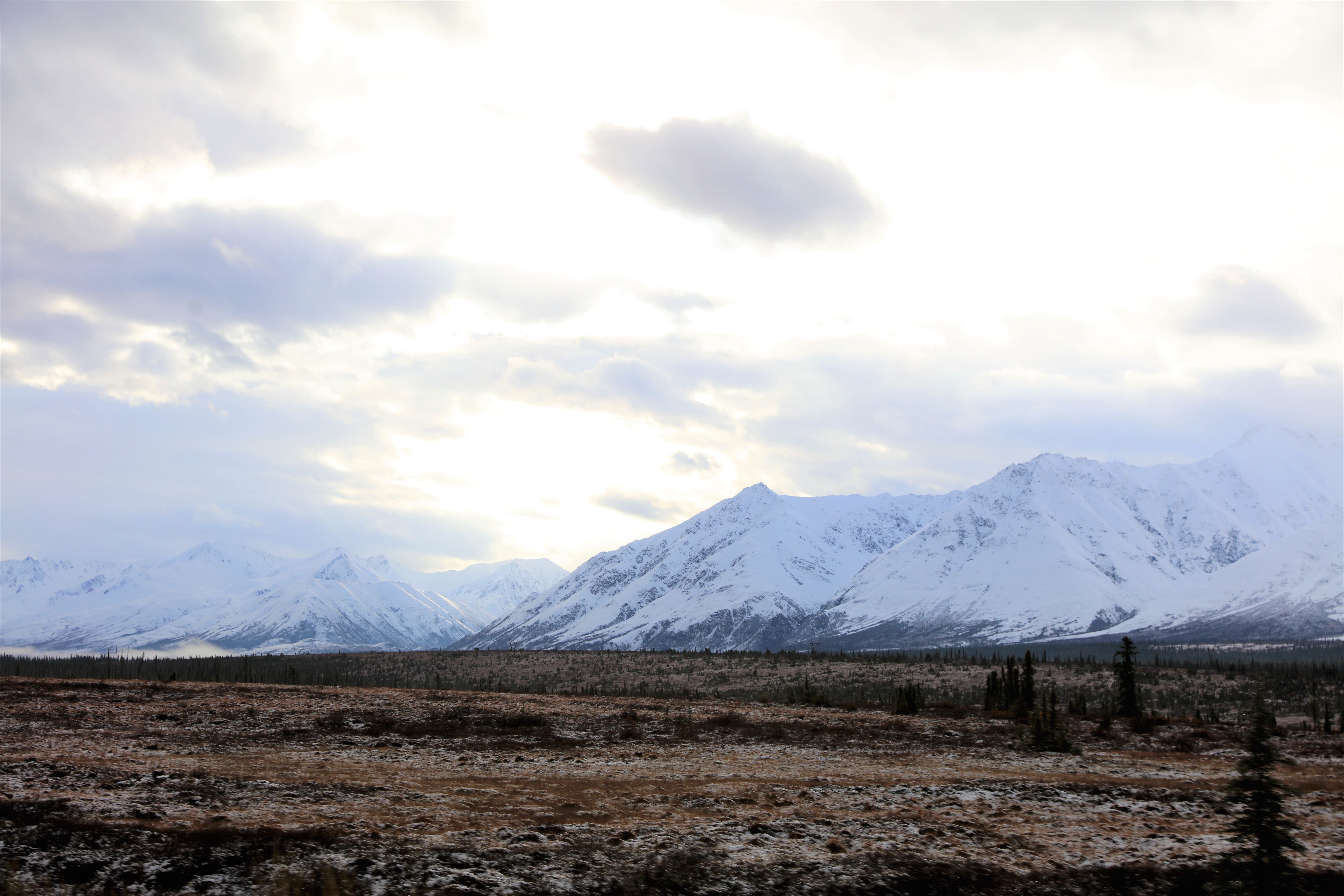
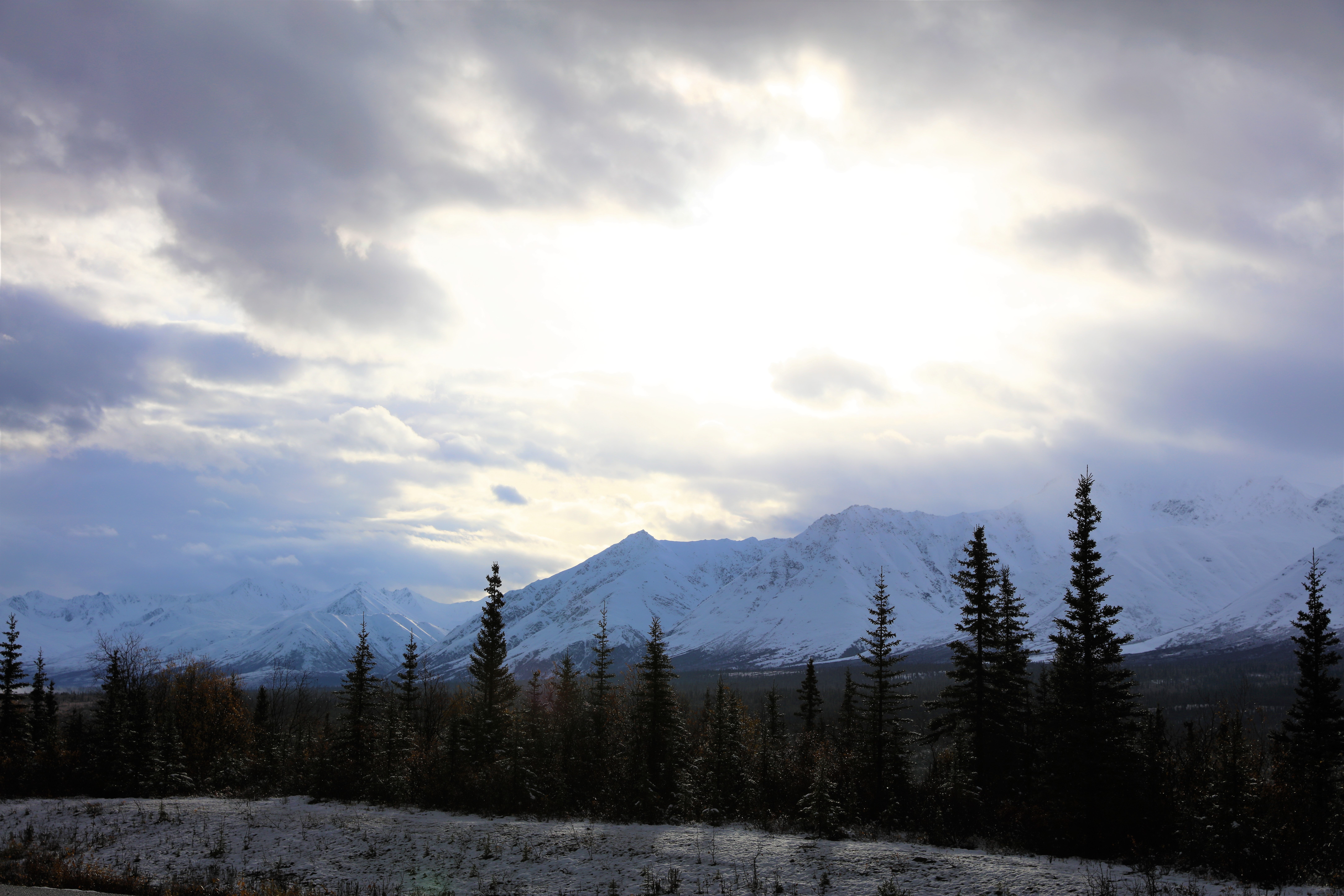
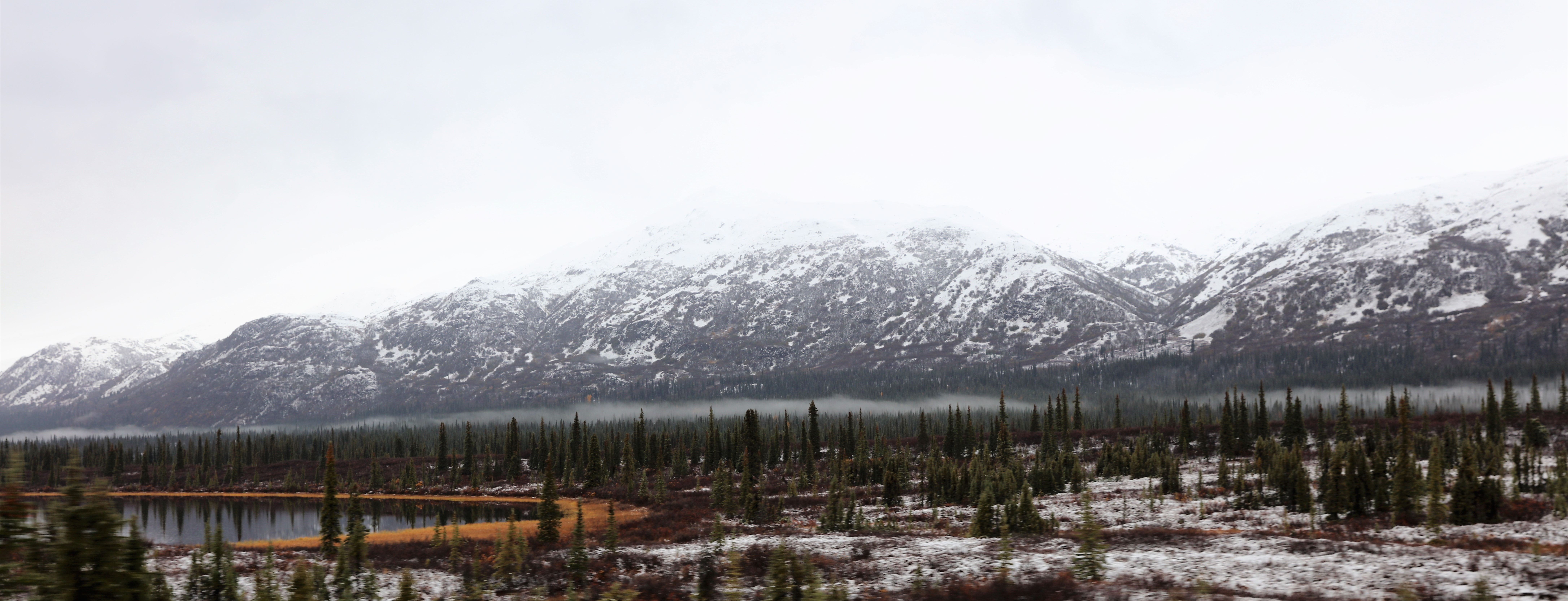
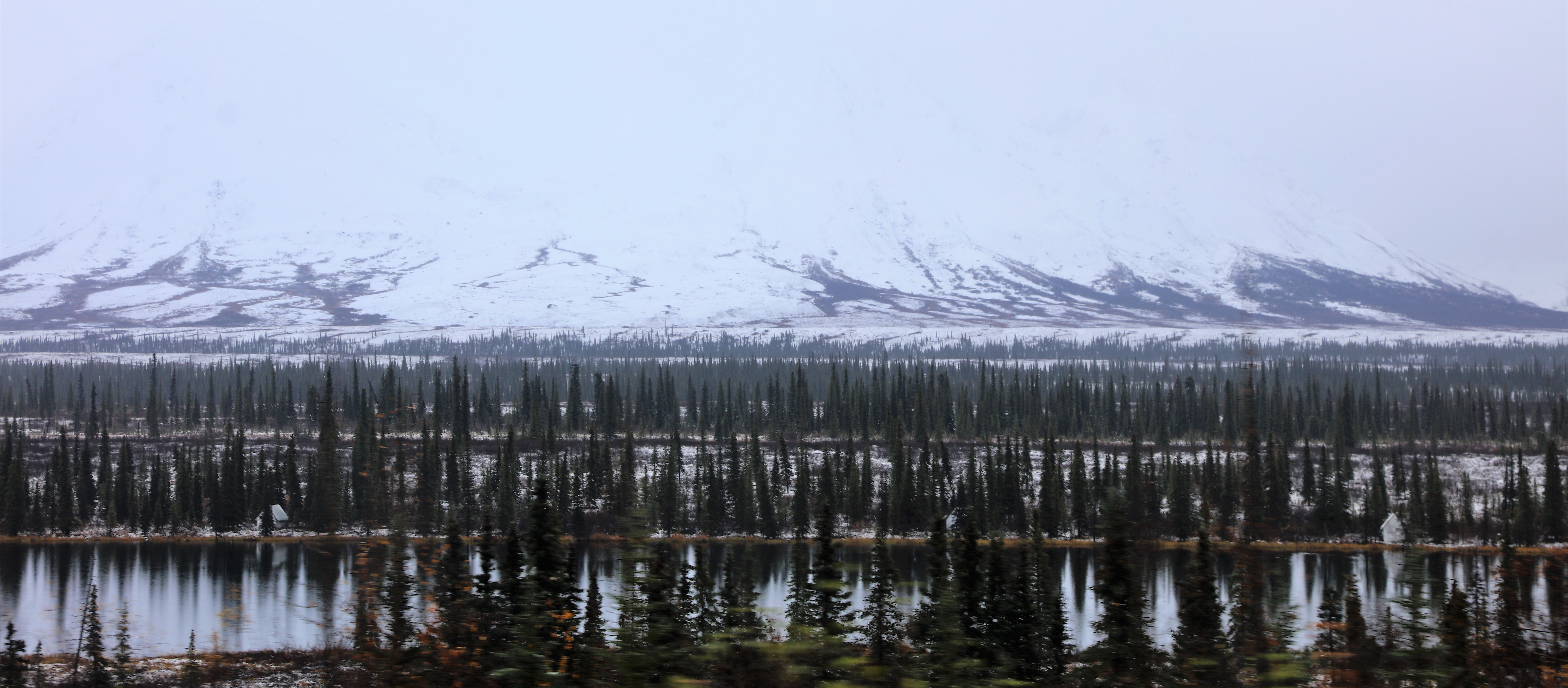